# Бесчетнов, Константин Викторович
Константи́н Ви́кторович Бесче́тнов (род. 1975) — российский политик, депутат Государственной думы пятого созыва (2007—2011).

## Биография
Родился 21 мая 1975 году в городе Чирчик (Ташкентская область, Узбекская ССР). Окончил Российскую экономическую академию им. Г. В. Плеханова по специальности «финансы и кредит». В 1990-х годах торговал книгами, в 1994 году стал соучредителем издательского дома «Третий Рим», занимался бизнесом в транспортной, строительной и других отраслях. 
С 2003 года член Национальной Гильдии Профессиональных Консультантов (НГПК).
С 2002 по 2007 год основатель и президент Некоммерческого Партнерства «Альянс собственников среднего бизнеса».
С 1997 по декабрь 2007 год директор по управлению проектами Холдинга «Третий Рим».
С 17 декабря 2007 года был депутатом Государственной Думы от партии Справедливая Россия после того, как Валерий Золотухин отказался от своего мандата. Входил во фракцию «Справедливая Россия: Родина/Пенсионеры/Жизнь». Член Комитета ГД по экономической политике и предпринимательству, заместитель председателя экспертного совета по промышленности при Комитете ГД по промышленности, председатель экспертного совета по вопросам законодательного регулирования оборота нематериальных активов при Комитете ГД по экономической политике и предпринимательству, член межпарламентской ассамблеи «ЕврАзЭС»; входит в состав рабочих групп по работе с парламентами США, Германии, Франции, Японии и Китая. Был депутатом по декабрь 2011 года. 